# Kontejnerový terminál Mělník

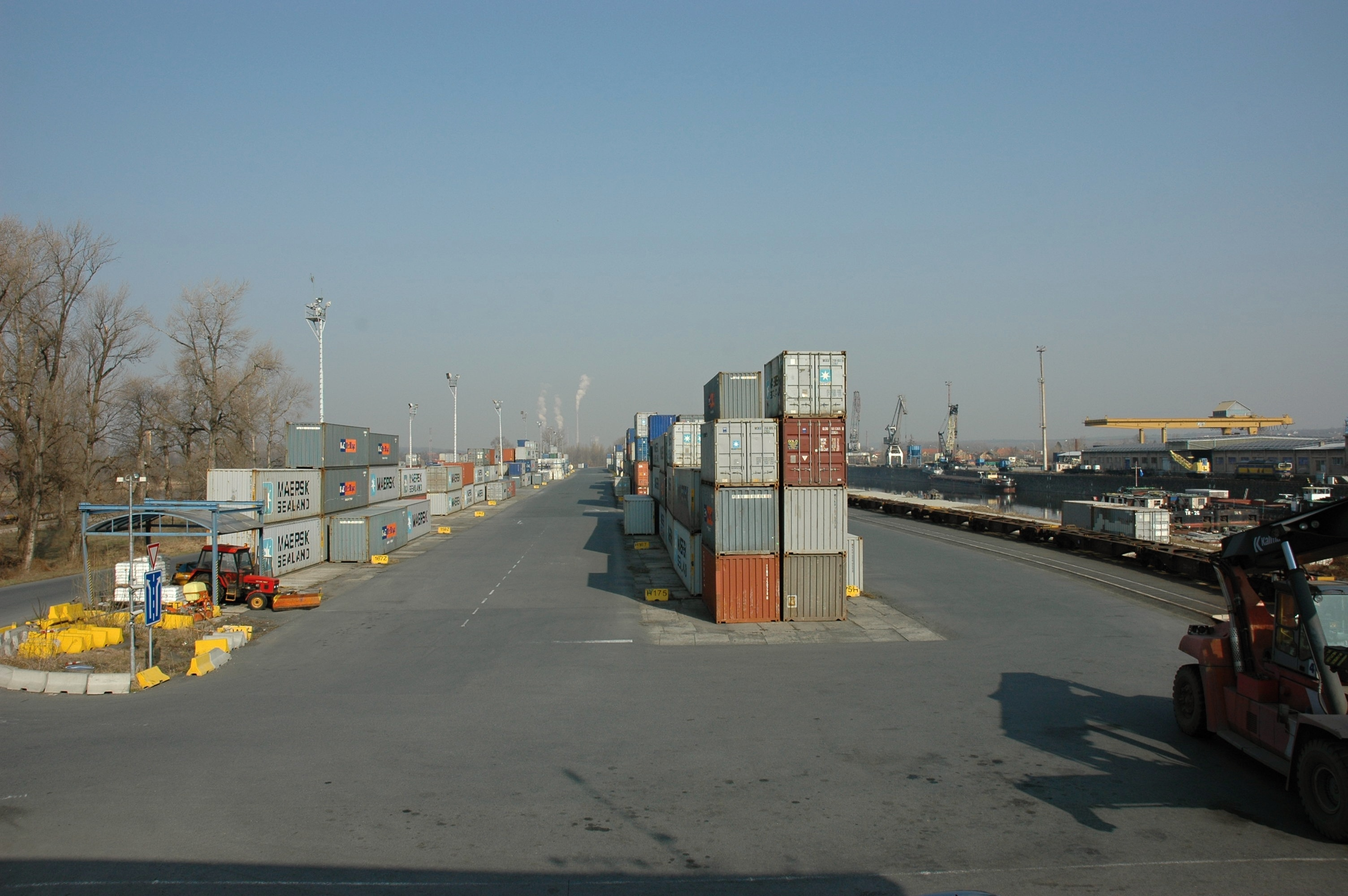
MIT Mělník

Kontejnerový terminál Mělník, nazývaný též Mělník Intermodal Terminal (MIT), je kontejnerový terminál nacházející se v přístavu Mělník. Terminál je v provozu od roku 2003. Vlastníkem terminálu je společnost České přístavy.

## Historie
Terminál vznikl na základě požadavku rejdařů Maersk Sealand a Royal P&O Nedlloyd, přičemž v roce 2005 se obě společnosti sloučily. V roce 2009 se provozovatelem stala společnost Star Container, aby tím byla deklarována nezávislost terminálu, přestože uvedená společnost zůstala v majetku skupiny Maersk. Od počátku roku 2016 v areálu působí rovněž operátor Rail Cargo Operator - CSKD, který sem přemístil své překládkové aktivity po nuceném vystěhování z terminálu u nákladového nádraží Žižkov.

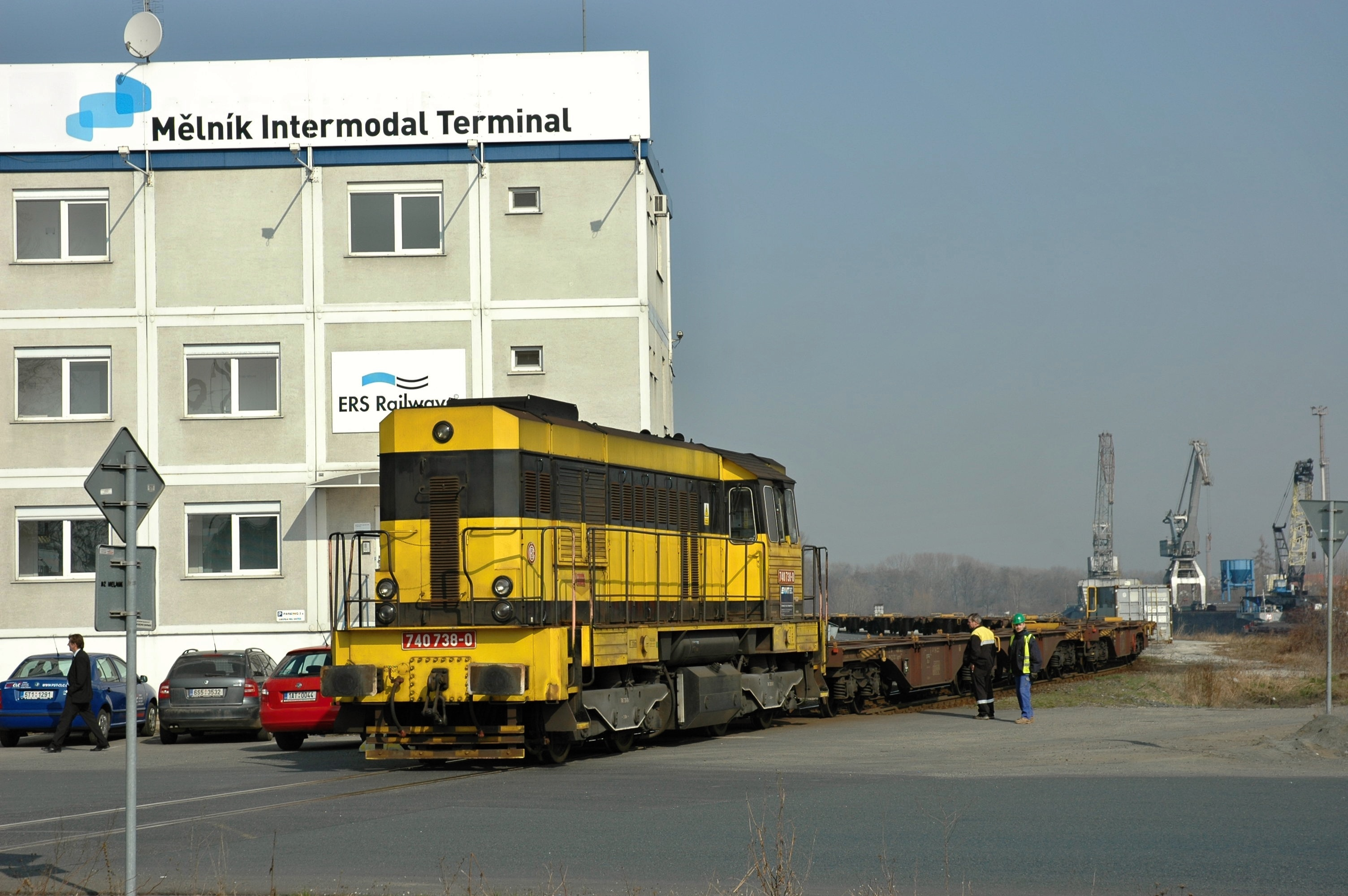
Lokomotiva dopravce AWT přistavuje soupravu k nakládce kontejnerů v terminálu MIT

## Technické údaje
Pro potřeby zřízení překladiště poskytla společnost České přístavy v roce 2003 zpevněnou plochu o výměře 80 000 m². Již v prvním roce provozu (2003) zde bylo zmanipulováno téměř 100 000 TEU.

## Vlaky
První vlaky začaly spojovat terminál Mělník s přístavy Rotterdam, Bremerhaven a Hamburk, jejich operátorem byla společnost European Rail Shuttle. Od roku 2006 má terminál pravidelné vlakové spojení rovněž s Ostravskem, nejdříve s Kopřivnicí, posléze od roku 2009 s terminálem v Paskově.

## Srážka lokomotivy
Dne 13. dubna 2019 došlo v terminálu ke srážce posunované soupravy s odstavenými nákladními vozy na vlečce. V důsledku srážky vykolejilo 5 drážních vozidel a lokomotiva. Při srážce byl lehce zraněn strojvedoucí. Drážní inspekce škodu odhadla na 15 miliónů korun, z toho 8 na trati. Z lokomotivy uniklo zhruba čtyři tisíce litrů nafty. Šlo o velkou ekologickou havárii, protože nafta se dostala do Labe.